# Battaglia di San Pietro Infine
La battaglia di San Pietro Infine fu un importante scontro bellico che si svolse dall'8 al 17 dicembre 1943, durante la campagna d'Italia della seconda guerra mondiale, e che coinvolse le forze alleate (che attaccavano da sud) contro le posizioni fortemente fortificate della cosiddetta "linea invernale" nei dintorni della città di San Pietro Infine (provincia di Caserta), a poca distanza da Monte Cassino, a metà strada tra Napoli e Roma.
La vittoria degli Alleati nella battaglia fu cruciale nella spinta finale verso nord per liberare Roma.
La battaglia è anche ricordata come la prima in cui le truppe del Regio Esercito combatterono come co-belligeranti degli Alleati in seguito all'armistizio di Cassibile.
La città vecchia di San Pietro Infine fu completamente distrutta nella battaglia; l'omonima città moderna venne ricostruita nel dopoguerra a poche centinaia di metri di distanza dalla città vecchia.

## Contesto
Il comandante in capo tedesco Albert Kesselring aveva disegnato la cosiddetta "Linea d'inverno" consistente in tre sistemi difensivi paralleli a sud di Roma: le tre linee difensive furono chiamate Linea Reinhard, Linea Gustav e Linea Hitler, poste a 18 chilometri l'una dall'altra, sfruttando i punti in cui la penisola italiana è più stretta. Queste tre linee costituivano una formidabile serie di ostacoli nel percorso della marcia alleata verso Roma. La Reinhard era la più meridionale delle tre linee ed era la posizione di ripiegamento tedesco dalla linea Barbara e dalla linea Volturno più a sud, mentre le forze tedesche si ritiravano gradualmente lungo la penisola. La linea Reinhard era in realtà un rigonfiamento meridionale della più forte linea Gustav a nord: sul lato orientale, la Reinhard andava dal Sangro al Mare Adriatico (la sua lunghezza era identica a quella della linea Gustav); a ovest, poi, a sud da Cassino, si sporgeva da Cassino per incorporare le montagne che sovrastano gli accessi alla valle del Liri e poi si spostava a ovest verso la foce del Garigliano. La linea passava direttamente attraverso il paese di San Pietro Infine, bloccando il passo di Mignano, valico attraverso il quale la Strada statale 6 Via Casilina (strada principale che da Napoli a Roma saliva al centro Italia), correva verso Cassino e l'ingresso della valle del Liri.

## Preparativi

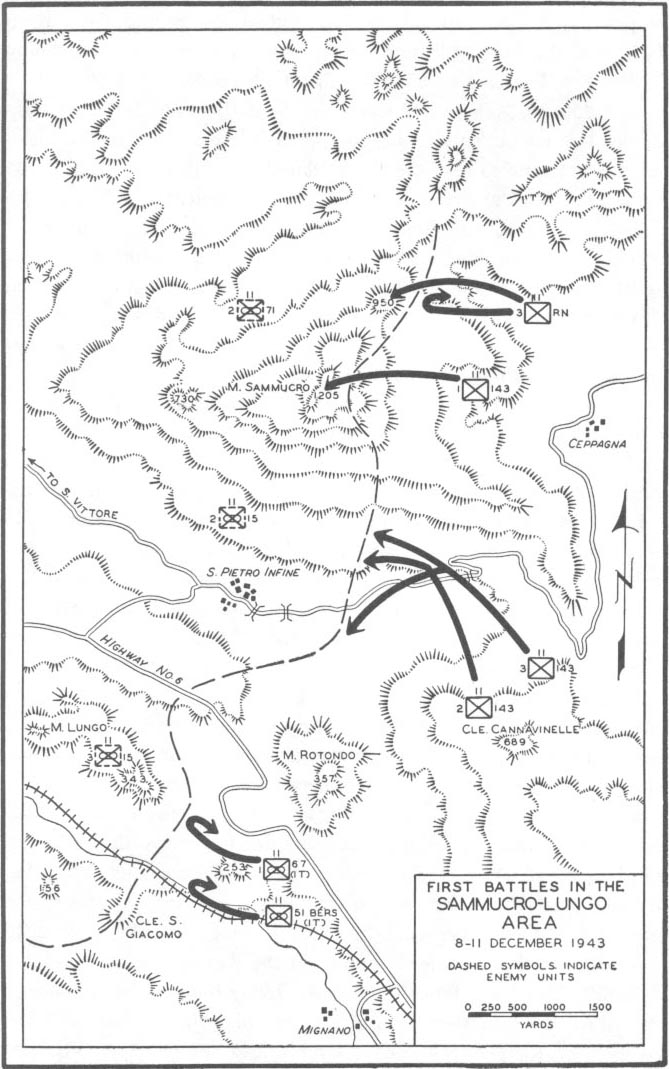
Prime battaglie nell'area Sammucro – Lungo Area (8–11 dicembre 1943).

I tedeschi occuparono San Pietro Infine nel settembre 1943 per preparare le difese: evacuarono dalla città tutta la popolazione civile non utilizzabile militarmente (donne, bambini e anziani), mentre gli uomini furono arruolati per aiutare ad allestire le difese; furono inoltre requisiti veicoli e animali da soma. Le forze tedesche allestirono un apparato difensivo su tutto il territorio, in particolare sul Monte Sambùcaro (generalmente indicato nelle mappe militare dell'epoca come "Sammucro") e sul Monte Lungo, che si affacciava sul Passo di Mignano: si trattava di posizioni strategicamente importanti perché consentivano il controllo del lungo tratto della Strada 6, importante per l'avanzata degli Alleati. La quinta armata degli Stati Uniti incominciò ad attaccare la Linea Reinhard/Bernhardt il 5 novembre, proseguendo gli sforzi bellici fino a dicembre.
La battaglia di San Pietro fu preceduta dagli attacchi alleati al massiccio del Monte Camino all'ingresso del Passo di Mignano (così chiamato per il piccolo paese che si trova sulla strada in quel punto). L'intera catena collinare è lunga circa 10 km e larga 6 km. In seguito, il principale sforzo degli Alleati fu contro le difese tedesche sul Monte Sambùcaro e sul Monte Lungo, che dominavano la stretta valle rispettivamente a nord-est e sud-ovest. Come punto di interesse storico, l'assalto al Monte Lungo fu aiutato per la prima volta dal 1º Gruppo Motorizzato dell'Esercito Cobelligerante Italiano, recentemente ricostituito e ora in lotta al fianco degli Alleati.

## Battaglia

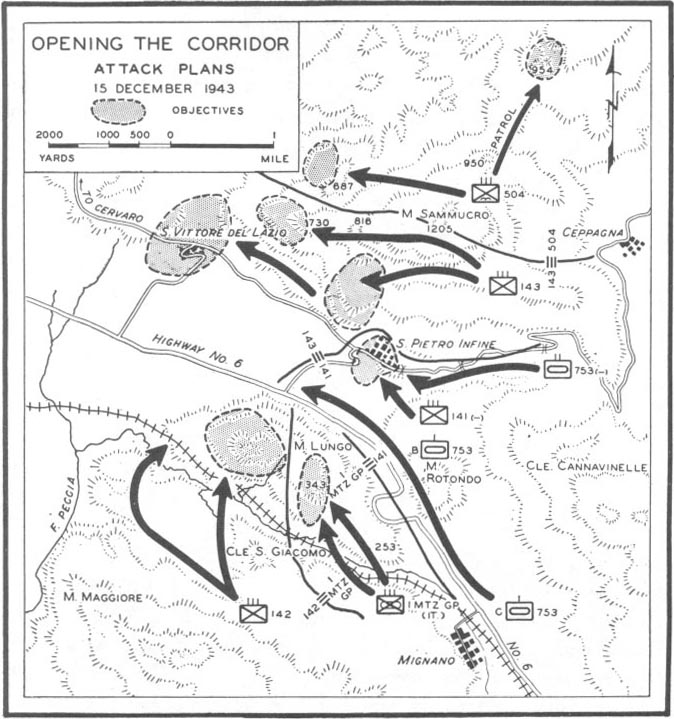
Assalto finale degli Alleati attraverso il primo segmento della linea invernale tedesca a San Pietro Infine (15 dicembre 1943).

L'attacco diretto alle postazioni tedesche a San Pietro e dintorni venne incominciato l'8 dicembre 1943 dal Maggiore Generale Geoffrey Keyes del II Corpo d'armata statunitense della 5ª armata. Le posizioni erano difese da due elementi di dimensioni di battaglione della 15ª divisione Granatieri Corazzati e un battaglione della 71ª divisione di fanteria, entrambi parte del 14º Corpo corazzato della 10ª armata tedesca.
Dopo una settimana di intensi attacchi e contrattacchi, il 143º Reggimento di Fanteria della 36ª Divisione USA, il 3º Battaglione Ranger e la 504ª Squadra di combattimento reggimentale paracadutisti (PRCT) riuscirono a controllare le vette del massiccio del Sambùcaro. La 36ª Divisione statunitense pianificò poi un ulteriore sforzo per il 15 dicembre: il 143º Fanteria, assistito dal 504° PRCT, avrebbe continuato a spingere a ovest lungo le spalle di Sambùcaro e prendere la città di San Vittore del Lazio, mentre a sud della Strada statale 6 il 142º Fanteria, sostenuto dal 1º Gruppo Motorizzato Italiano, avrebbe dovuto conquistare il Monte Lungo. Al centro, il 141º Fanteria avrebbe attaccato la stessa città di San Pietro Infine. L'attacco principale della 36ª Divisione ebbe così inizio alle 12:00 del 15 dicembre. Nel tentativo di rompere le difese tedesche nella città, due plotoni del 753º battaglione carri armati attaccarono con 16 carri armati Sherman e cacciacarri. L'attacco corazzato fallì a causa della presenza di mine e fuoco anticarro e solo quattro dei 16 carri armati riuscirono a scampare. Dopo quattro successivi attacchi alleati e contrattacchi tedeschi, i tedeschi si ritirarono da San Pietro, poiché il terreno dominante su entrambi i fianchi (il Monte Lungo e le cime del Sambùcaro) era entrato in possesso delle forze statunitensi. Il 16 dicembre i tedeschi lanciarono un contrattacco per coprire la propria ritirata, retrocedendo nelle posizioni più a nord del Colle Cedro, del Monte Porchia, del San Vittore e degli speroni occidentali del Sambùcaro.

## Conseguenze

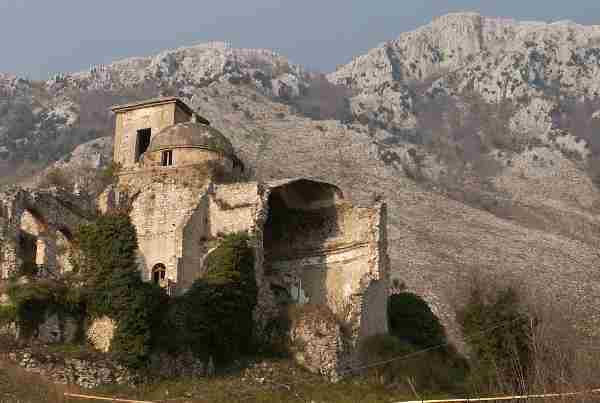
Il centro bombardato della città vecchia di San Pietro Infine.

La Battaglia di San Pietro faceva parte della campagna generale per rompere la linea Bernhardt/Reinhard, a circa 10 km di distanza in quel punto. Ci vollero sei settimane di pesanti combattimenti, dall'inizio di novembre alla fine di dicembre 1943, per superare le difese tedesche: durante questo periodo, la Quinta armata dell'esercito americano perse 16 000 soldati.
La strada che attraversa il Passo di Mignano fino alla Valle del Liri fu soprannominata "Valle della Morte" dai membri della forza d'attacco.
La battaglia distrusse completamente il paese di San Pietro Infine, a causa dei combattimenti ravvicinati e dei colpi di mortaio e artiglieria alleati e tedeschi, oltre che per la strategia tedesca della cosiddetta "terra bruciata".
Sia la battaglia sia la difficile situazione della popolazione civile hanno ispirato numerose testimonianze, la più famosa delle quali è il film di John Huston The Battle of San Pietro.
Alla metà di gennaio del 1944, la quinta armata statunitense raggiunse la formidabile difesa della linea Gustav Line, incominciando così la prima battaglia di Monte Cassino il 17 gennaio 1944.
Nel 1950 ebbe inizio un piano di ricostruzione che diede ai sanpietresi superstiti un nuovo centro dove vivere, ma collocato più a valle rispetto alla città vecchia. Sfruttando le rovine delle case bombardate, nel 1959 Mario Monicelli vi girò alcune scene del film La grande guerra.
Nel 2003 il comune di San Pietro Infine è stato insignito della medaglia d'oro al Merito Civile, mentre nel 2008 l'antica area di San Pietro Infine è stata dichiarata monumento nazionale.

## Commemorazioni

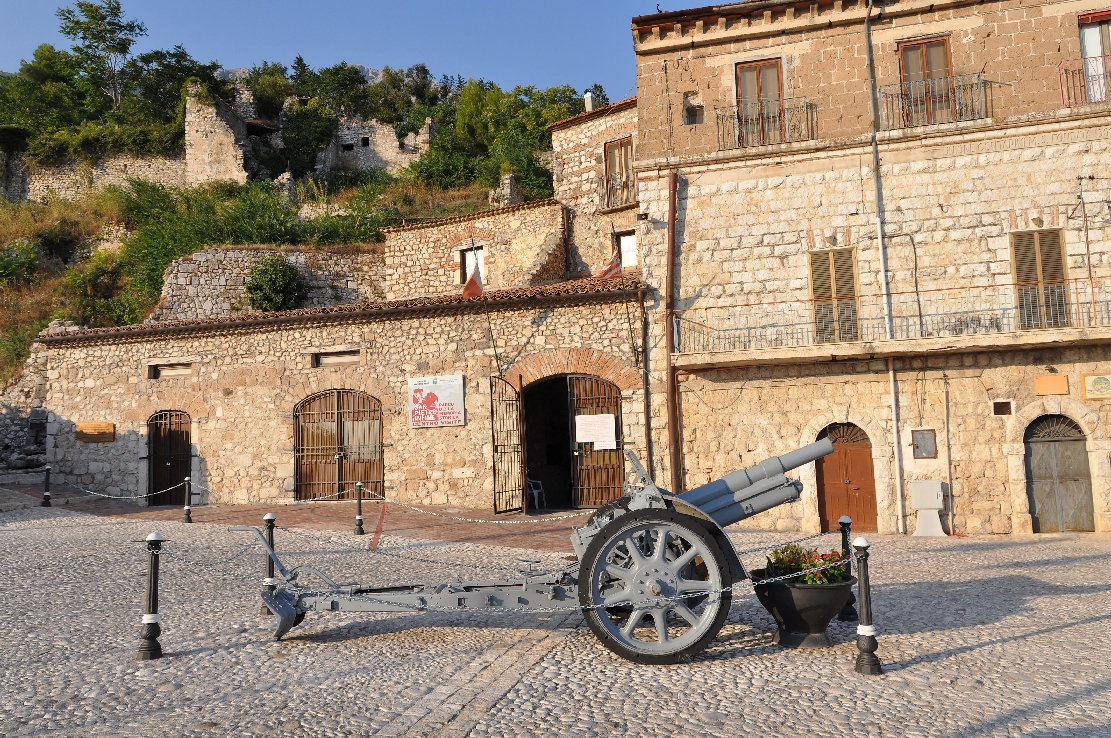
Museo Parco della Memoria Storica di San Pietro Infine.

Ogni anno si celebra l’anniversario della Battaglia con una cerimonia solenne, alla quale prendono parte le più alte cariche militari italiane e statunitensi. Nel 2023, in occasione dell’ottantesimo anniversario, grazie alla collaborazione con l’Accademia Italiana di Studi Numismatici, sono stati pubblicati alcuni testi, tra cui un’ampia opera dedicata alla circolazione monetaria in Italia durante la Seconda guerra mondiale, a cura dell’ing. Gerardo Vendemia, e una medaglia commemorativa realizzata dalla scultrice Loredana Pancotto, raffigurante la chiesa di San Michele. Quest’ultima, parzialmente distrutta durante il conflitto, è oggi simbolo di quel tragico evento e rappresenta il fulcro del Parco-Museo.